# 巴提斯
巴提斯（?—前332年），是波斯阿契美尼德帝國的宦官。當馬其頓亞歷山大大帝入侵波斯帝國時，巴提斯是加薩的指揮官，他拒絕投降亞歷山大，並且雇傭阿拉伯傭兵，準備堅守這座城池來抵抗馬其頓軍。在經過一段時間的加薩圍城戰，加薩終究失守，巴提斯被俘。據稱亞歷山大把命人把巴提斯腳踝綁在戰車上，讓戰車拖著環繞全城，以這種方式處死。很明顯亞歷山大是要效法荷馬史詩中，阿基里斯羞辱赫克托爾遺體的方法。